# Tianjin Lions
Les Tianjin Lions ou Tianjing Fierce Lions (天津雄狮) sont une équipe du championnat de Chine de baseball fondée en 2002 et disparue en 2012. Leur stade était le Tian Ti Dodger Stadium à Tianjin.
Les Lions ont participé à toutes les éditions du championnat de Chine de baseball jusqu'à sa disparition en 2012. Ils ont été champions en 2002, 2006, 2007 et 2008. Ils se sont hissés en finale du championnat en 2003, 2004, 2005 et 2009. Ils ont également participé aux Séries asiatiques de 2008.

## Joueurs notables
- Zhao Quansheng, Lanceur
- Zhang Zhenwang, Receveur (a signé avec les Yankees de New York le 18 juin 2007)
- Wang Jingchao, Arrêt court
- Yang Guogang, Troisième base
- Yi Jiao, entraîneur